# Melothrianthus smilacifolius
Melothrianthus smilacifolius är en gurkväxtart som först beskrevs av Célestin Alfred Cogniaux, och fick sitt nu gällande namn av Mart. Crov. Melothrianthus smilacifolius ingår i släktet Melothrianthus och familjen gurkväxter. Inga underarter finns listade i Catalogue of Life.